# ТЕС Алівері
ТЕС Алівері – теплова електростанція у Греції. Розташована у периферії (адміністративній області) Центральна Греція біля містечка Алівері на острові Евбея, на узбережжі протоки, що відділяє його від Аттики.
Перші два енергоблоки потужністю по 40 МВт ввели в експлуатацію у 1953 році із розрахунку роботи на нафті. В 1969-му їх доповнили ще двома блоками значно більшої потужності (по 150 МВт), які так само використовували рідке паливо. У 2000 році два найбільш старих енергоблоки закрили. А через певний час з метою зменшення емісії парникових газів блоки 3 та 4 перевели у режим маневрових потужностей, що знизило виробітку електроенергії на них більш ніж у 10 разів.
Тим часом розпочали реалізовувати проект спорудження п’ятого блоку, який використовував би як основне паливо природний газ. Створений за технологією комбінованого парогазового циклу, він оснащений обладнанням компанії Alstom: газовою турбіною GT26 та паровою турбіною, які в сукупності видають 427 МВт потужності. Спорудження об’єкту почалось у 2009 році із певною затримкою проти плану, викликаною археологічними знахідками на його майданчику. Введення ж в експлуатацію припало на 2013 рік. Генеральним підрядником будівництва вартістю 219 млн. євро виступала місцева компанія Metka.